# Canal Star
Canal Star fue un canal de televisión de pago producido por Mediapark que emitía principalmente películas. Inicialmente estaba disponible en Vía Digital, más tarde se incorporó en operadores de cable españoles y finalmente el canal se distribuyó únicamente en la televisión por cable, debido a la fusión de la plataforma digital donde estaba en sus principios. Fue sustituido por el nuevo canal MGM (España), una joint-venture entre Mediapark y MGM.

## Historia
El 15 de septiembre de 1997, Vía Digital inició sus emisiones junto a la gran oferta de canales que se estrenaban ese día, y uno de ellos fue STAR, que se dedicaría a la continua emisión de largometrajes. 
El 3 de febrero de 1998, STAR fue reemplazado por Canal Palomitas, que tendría los mismos contenidos que el canal anterior. Cuando este cambio se produjo, el canal empezó a comercializarse para operadores de cable españoles, como AunaCable o Telecable.
El 25 de abril de 2002, Canal Palomitas desapareció del dial de Vía Digital hasta el 1 de mayo de 2002, cuando Canal Palomitas fue sustituido por Canal Star, que recuerda al primer nombre que tuvo el canal. Sin embargo, durante ese tiempo en el que Canal Palomitas no aparecía en la plataforma digital, la señal continuaba emitiendo en los operadores de cable.
El 21 de julio de 2003 la plataforma Vía Digital se fusionó con Canal Satélite Digital, pero el canal todavía continuó sus emisiones porque seguía en muchos operadores de cable españoles.
En septiembre de 2003, Canal Star puso a disposición de los abonados al canal una página web llena de información sobre el canal y los largometrajes que ofrecía, incluso creó un correo electrónico al que los espectadores podían enviar sus opiniones sobre el canal y sus contenidos.
El 1 de julio de 2004, Mediapark sustituyó a Canal Star por MGM, canal que era una joint-venture entre la productora catalana y MGM que ofrecería gran parte del catálogo de largometrajes de la productora Metro-Goldwyn-Mayer. El cambio se produjo en todos los operadores menos en Auna, donde la señal de Canal Star seguía activa. El motivo por el cual Auna seguía ofreciendo la señal del canal que en el resto de operadores estaba sustituida por MGM se desconoce, ya que Mediapark no quiso dar explicaciones sobre el caso. Según la fuente de la noticia, Auna quería alargar la emisión de Canal Star hasta que finalizara el verano.